# Dana Krejčová
Dana Krejčová (* Brno) je překladatelka fantasy, komiksů a televizního dabingu z angličtiny. Mezi autory, které překládá soustavně, jsou David Gemmell, Robert Jordan, Steven Erikson a Bryan Talbot. Přeložila také science fiction román Roberta A. Heinleina Hvězdná pěchota.

### Recenze překladů Krejčové
- David Gemmell: Poslední meč moci, 1998
- Frank Miller: Sin City: Drsný sbohem, 23. 8. 2005
- Deník pána démonů 1, Fantasy Planet 15. 5. 2007
- Deník pána démonů 1, Sever.cz 18. 6. 2007
- Deník pána démonů #1-3, Komiksárium 19. 7. 2007